# Santa Inés (wyspa)
Santa Inés –  niezamieszkana wyspa należąca do Chile na terenie prowincji Magallanes, położona na południowym brzegu Cieśniny Magellana, stanowiąca część archipelagu Ziemi Ognistej (trzecia co do wielkości wyspa tego archipelagu). Ma bardzo dobrze rozwiniętą linię brzegową z kilkoma fiordami, długość wyspy wynosi ok. 90 km a szerokość 55 km. Najwyższy szczyt mierzy 1341 m n.p.m., większość górzystych terenów zajmuje lodowiec. Wyspa jest częścią Parku Narodowego Kawésqar. 
Pierwszym badaczem wnętrza wyspy był w 1951 roku francuski polityk, pisarz i alpinista Marc Augier, w marcu 1966 r. wyspę badała polska wyprawa żeglarsko-naukowa na jachcie Śmiały.
W jednym z fiordów wyspy w 1914 roku po bitwie koło Falklandów ukrywał się niemiecki lekki krążownik Dresden.